# إبراهيما ويد
إبراهيما ويد (بالفرنسية: Ibrahima Wade)‏ هو منافس ألعاب قوى فرنسي وسنغالي، ولد في 6 سبتمبر 1968 في داكار في السنغال.

## وصلات خارجية
- إبراهيما ويد على موقع الاتحاد الدولي لألعاب القوى (الإنجليزية)
- إبراهيما ويد على موقع الاتحاد الفرنسي لألعاب القوى (الفرنسية)
- إبراهيما ويد على موقع أوليمبيديا (الإنجليزية)